# ميشيل شودكيفتش
ميشيل شودكيفتش (بالفرنسية: Michel Chodkiewicz)‏ (13 مايو 1929 - 31 مارس 2020) كاتب وباحث فرنسي مُتخصّص في الصوفية، ولا سيما فكر «ابن عربي».

## مسيرته
ينتمي ميشيل إلى عائلة شودكيفتش ‏، وهي عائلة نبيلة من الطبقة الأرستقراطية البولندية التي استقرت في فرنسا عام 1832. ولد ميشيل في باريس عام 1929 وأكمل معظم تعليمه هناك. كان المدير العام ثم الرئيس والمدير التنفيذي لشركة (Editions du Seuil) من 1977 إلى 1989. أصبح مدير الدراسات في مدرسة الدراسات العليا في العلوم الاجتماعية حيث أجرى ندوات عن ابن عربي.
اعتنق الإسلام على أنه «نتيجة بحث شخصي بدأ عندما كان مراهقًا [...] لأن الكاثوليكية لم تقدم إجابات مرضية». خلال رحلة إلى الدول العربية اكتشف الصوفية واعتنق الإسلام في سن السابعة عشرة. ابنته هي كلود عداس ‏.

## بعض كتبه
- «الكتابات الروحية للأمير عبد القادر»، 1995
- «خاتم ٱلْأَوْلياء: ٱلنُّبُوّة وٱلوَلَاية في مذهب ٱبْن عَرَبيّ» (1986، 2012؛ ترجمه «أحمد الطيب» بعُنوان «الولاية والنبوة عند الشيخ الأكبر محيي الدين ابن العربي» [1998]، دار القُـبّة الزرقاء-مراكش؛ دار الشروق [2004])
- «بَحْرٌ بِلَا ساحل: ٱبن عربيّ، ٱلكتاب وٱلشّريعة» (1992، ترجمه «أحمد الصّادقي»، دار المدار الإسلامي، 2018).